# Charles Camoin
Charles Camoin, född den 23 september 1879 i Marseille, Frankrike, död den 20 maj 1965 i Paris, var en fransk målare associerad med Fauves.

## Biografi
Under sin utbildning träffade Camoin Henri Matisse i Gustave Moreaus klass vid Ecole des Beaux Arts i Paris. Matisse och hans vänner (inklusive Camoin, Henri Manguin, Albert Marquet, Georges Rouault, André Derain och Maurice de Vlaminck) bildade ursprungligen gruppen Fauves (som betyder ”de vilda djuren”) för deras vilda expressionist-liknande användning av färger.
Camoin förblev alltid nära förbunden med Matisse och målade ett porträtt av honom som finns i Pompidoumuseet i Paris. Han kom på 1920-talet också att inspireras av Bonnard och Renoir och utvecklade sedan ett ljusfyllt, realistiskt måleri.
Camoins verk har ofta visats i Frankrike och finns representerade i stora samlingar Musée d'Art Moderne de la Ville de Paris, Centre Georges Pompidou och många av de franska regionala museerna. År 1955 tilldelades han Prix du President de la Republique vid biennalen i Menton.

## Verk i urval
- Porträtt av konstnärens mor, olja på duk, 1898, Museum of Modern Art i staden Paris,
- Hustrun  Marnes-la-Coquette, olja på duk, 1899, Art Gallery of New South Wales, Sydney,
- Självporträtt som soldat, olja på duk, 1901, Musée Granet, Aix-en-Provence,
- Bassängen i Tuilerierna, olja på duk, 1902, Museum of Fine Arts i Reims,
- Porträtt av Albert Marquet, olja på duk, 1904, Mnam på insättning på Musée Fabre Montpellier,
- Stående Naken, akvarell och tusch på papper, v.1900, MoMA, New York,
- Madame Matisse väver, olja på duk, 1904, Museum of Fine Arts i Strasbourg,
- Neapel, Vesuvius Villa för Capella, olja på duk, 1904, Museum of Draguignan,
- Old Port i tunnor, olja på duk, 1904, Museum Gelsenkirchen,
- Placera örter, olja på duk, 1905,  Musée de l'Annonciade, Saint-Tropez,
- Fyra båtar i hamnen i Cassis, olja på duk, 1905, Fondation Bemberg, Toulouse,
- Stenar i bäckar i Piana, olja på duk, 1906, Saarland Museum, Saarbrücken,
- Den Sevillian, olja på duk, 1907, Staatliche Museen zu Berlin, Berlin,
- Lilla Lina, olja på duk, 1907, Musée Cantini, Marseille,
- Place de Clichy, olja på duk, 1910, Kelvingrove Art Gallery and Museum, Glasgow,
- Minaret i Tanger, olja på duk, 1912, Museum of Grenoble,
- Stranden i Tanger, olja på duk, 1913, Museum of the 30s, Boulogne-Billancourt,
- Hamn Saint-Tropez, olja på duk, 54 x 81 cm, 1921, konstmuseum Toulon,
- Den Transporter Bridge, olja på duk, 1928,  Musée de l'Annonciade, Saint-Tropez,
- Kanal tull , Marseille, olja på duk, 1928, Musée de l'Annonciade, Saint-Tropez,
- Cup Blå , olja på duk, 1930, National Museum of Modern Art, Paris,
- Nicole på terrassen, olja på duk, 1930, Museum of Fine Arts, Nice,
- Placera Lices, olja på duk, 1939, Musée de l'Annonciade, Saint-Tropez,
- Landskap Cap Brun, olja på duk, 65 x 54 cm, odaterat, konstmuseum Toulon .